# Vũ Văn Hiến
Vũ Văn Hiến (sinh năm 1947) là nhà báo. Ông nguyên là Ủy viên Ban Chấp hành Trung ương Đảng Cộng sản Việt Nam khoá IX, X, Bí thư Đảng ủy Đài truyền hình Việt Nam, Tổng Giám đốc Đài Truyền hình Việt Nam, đại biểu Quốc hội Việt Nam khóa XI, thuộc đoàn đại biểu Cần Thơ.

## Sự nghiệp
- Trưởng Ban Thời sự, Đài Truyền hình Việt Nam.
- Phó Tổng Giám đốc Đài Truyền hình Việt Nam.
- Phó Bí thư Tỉnh uỷ Hưng Yên.
- Tại Đại hội Đảng toàn quốc lần thứ IX (tháng 4/2001), ông Vũ Văn Hiến được bầu vào Ban Chấp hành Trung ương Đảng.
- Ngày 22-4-2011, Thủ tướng Chính phủ nước Cộng hòa xã hội chủ nghĩa Việt Nam ký Quyết định số 407/QĐ-TTg về việc ông Vũ Văn Hiến, nguyên Ủy viên Trung ương Đảng, thôi giữ chức Tổng Giám đốc Đài Truyền hình Việt Nam và nghỉ hưu theo chế độ từ ngày 1-5-2011. Sau đó, Thủ tướng Chính phủ ký quyết định số 408/QĐ-TTg bổ nhiệm ông Trần Bình Minh, Phó Tổng giám đốc thường trực Đài truyền hình Việt Nam, người vừa trúng cử Ủy viên Trung ương Đảng Cộng sản Việt Nam khóa XI giữ chức vụ Tổng giám đốc Đài truyền hình Việt Nam. Quyết định có hiệu lực thi hành từ ngày 1-5-2011.

Con gái là Vũ Kiều Trinh